# Jank 1000
I Jank 1000 sono stati una band Pop Punk-Punk Rock statunitense fondata nella zona periferica di Omaha, Nebraska attiva dal 1998 al 2004. L'ultima formazione è composta da Matty Lewis (voce, chitarre), Danny Isgro (basso, cori) e Albert Kurniawan (batteria). La band è conosciuta per aver avuto come cantante-chitarrista l'attuale cantante degli Zebrahead Matty Lewis.
La band ha pubblicato 4 EP con etichetta indipendente (Suburban punks are go!!, My love notes and her death threats, Hepless X2, Old school new school and middle school) ed un EP mai pubblicato (Bruised but not beaten). La band dopo la registrazione di Bruised but not beaten ha subito un cambio di formazione e sciolto subito dopo. e nel 2004 la band si scioglie definitivamente quando Matty entra a far parte degli Zebrahead. Dopo lo scioglimento Danny è entrato a far parte della marina militare americana, Albert suona in una band chiamata Go Motion dove ha ottenuto successo e riconoscimenti dai media mainstream come Spin Magazine, nonché posizionamento in MTV Cribs e MTV "Pimp My Ride". Albert Kurniawan risiede a Los Angeles, in California, e continua a promuovere la sua carriera. È uno dei padri fondatori della band Long A, un duo indie rock. Danny Isgro risiede a Nashville, Tennessee, dove suona in numerose band che suonano sia cover che originali. Matty Lewis attualmente scrive musica come cantautore country e Jake Horrocks si è dedicato ad una band chiamata Davis Hurley.

## Membri
- Matty Lewis - voce, chitarra
- Danny Isgro - basso, cori
- Albert Kurniawan - batteria

### Ex componenti
- Jake Horrocks - batteria

## Discografia

### EP
- 1999 - Suburban Punks Are Go!!
- 2000 - My Love Notes And Her Death Threats
- 2001 - Helpless X2
- 2001 - Old School,New School And Middle School
- 2002 - Bruised but not beaten